# Tillandsia rectangula
Tillandsia rectangula är en gräsväxtart som beskrevs av John Gilbert Baker. Tillandsia rectangula ingår i släktet Tillandsia och familjen Bromeliaceae. Inga underarter finns listade i Catalogue of Life.